# Тихий, Мартин
Мартин Тихий (чеш. Martin Tichý; род. 13 июля 1968) — чехословацкий гребец, выступавший за сборную Чехословакии по академической гребле во второй половине 1980-х годов. Победитель и призёр первенств национального значения, участник летних Олимпийских игр в Сеуле.

## Биография
Мартин Тихий родился 13 июля 1968 года в деревне Бышковице, Чехословакия.
Занимался академической греблей в Праге, проходил подготовку в столичном гребном клубе «Дукла».
Впервые заявил о себе на международном уровне в сезоне 1986 года, когда вошёл в состав чехословацкой национальной сборной и выступил на юниорском мировом первенстве в Рачице, где в зачёте парных двоек стал четвёртым.
В 1987 году занял девятое место в программе парных четвёрок на чемпионате мира в Копенгагене.
Благодаря череде удачных выступлений удостоился права защищать честь страны на летних Олимпийских играх 1988 года в Сеуле. В составе экипажа-четвёрки, куда также вошли гребцы Вацлав Халупа, Павел Лужек и Иржи Якоубек, стал четвёртым на предварительном квалификационном этапе, но в дополнительном отборочном заезде превзошёл всех соперников и тем самым вышел в полуфинальную стадию, где вновь финишировал четвёртым. В утешительном финале В пришёл к финишу пятым, расположившись в итоговом протоколе соревнований на 11-й строке.
После сеульской Олимпиады Тихий ещё в течение некоторого времени оставался действующим спортсменом и продолжал принимать участие в крупнейших международных регатах. Так, в 1989 году он отметился выступлением на чемпионате мира в Бледе, став в парных четвёрках седьмым.